# ألكسندر إيمانويل أغاسيز
ألكسندر إيمانويل أغاسيز (بالإنجليزية: Alexander Emanuel Agassiz)‏ (17 ديسمبر 1835م - 27 مارس 1910م)، هو ابن لويس أغاسيز، وإليزابيث كابوت أغاسيز، وهو عالم ومهندس أمريكي.

## حياته
وُلد أغاسيز في نوشاتيل، في سويسرا وبعدها هاجر إلى الولايات المتحدة الأمريكية مع والده عام 1849م، تخرج في جامعة هارفارد عام 1855م، وبعدها درس الهندسة والكيمياء، وحصل على درجة البكالوريوس في العلوم في مدرسة لورانس العلمية بنفس المؤسسة عام 1857م، وفي عام 1859م أصبح مساعدًا في مسح السواحل الأمريكية.

## روابط خارجية
- ألكسندر إيمانويل أغاسيز على موقع الموسوعة البريطانية (الإنجليزية)